# Copeoglossum redondae
Copeoglossum redondae (редондський сцинк) — вимерлий вид сцинкоподібних ящірок родини сцинкових (Scincidae), що був ендеміком Антигуа і Барбуди.

## Поширення і екологія
Редондські сцинки були ендеміками острова Редонда в групі Підвітряних островів. Вони жили у відкритих сухих лісах. Внаслідок появи на островах кіз та щурів та майже повного знищення рослинного покриву вид вимер.